# جيسي متكالف
جيسي متكالف (بالإنجليزية: Jesse Metcalfe)‏ (ولد في 9 ديسمبر، 1978) هو ممثل أمريكي. نال شهرة عالمية من خلال تأديته لدور البستاني الوسيم جون رولاند في مسلسل زوجات يائسات. أيضا من خلال مشاركته في مسلسل عواطف.

## حياته الخاصة
ولد جيسي في كاليفورنيا، والدته تدعى نانسي وهي من أصل برتغالي إيطالي، بينما والده ويدعى سكوت متكالف هو من أصل إنجليزي أرلندي. جيسي كان من أبرز لاعبي كرة السلة في المدرسة الثانوية. لم يكمل تعليمه الجامعي فانطلق لبدء عمله الفني كمخرج وكاتب.
واعد جيسي المغنية البريطانية نادين كويل من فرقة غيرلز الاود وإنفصلا في أبريل عام 2007.

## من أفلامه
- 44 Minutes: The North Hollywood Shoot-Out
- John Tucker Must Die
- Loaded
- Insanitarium
- The Other End of the Line
- Beyond a Reasonable Doubt
- The Tortured
- جون تاكر يجب أن يموت
- الله ليس ميت 2

## مسلسلاته
- Passions
- سمولفيل
- زوجات يائسات